# Typenschild

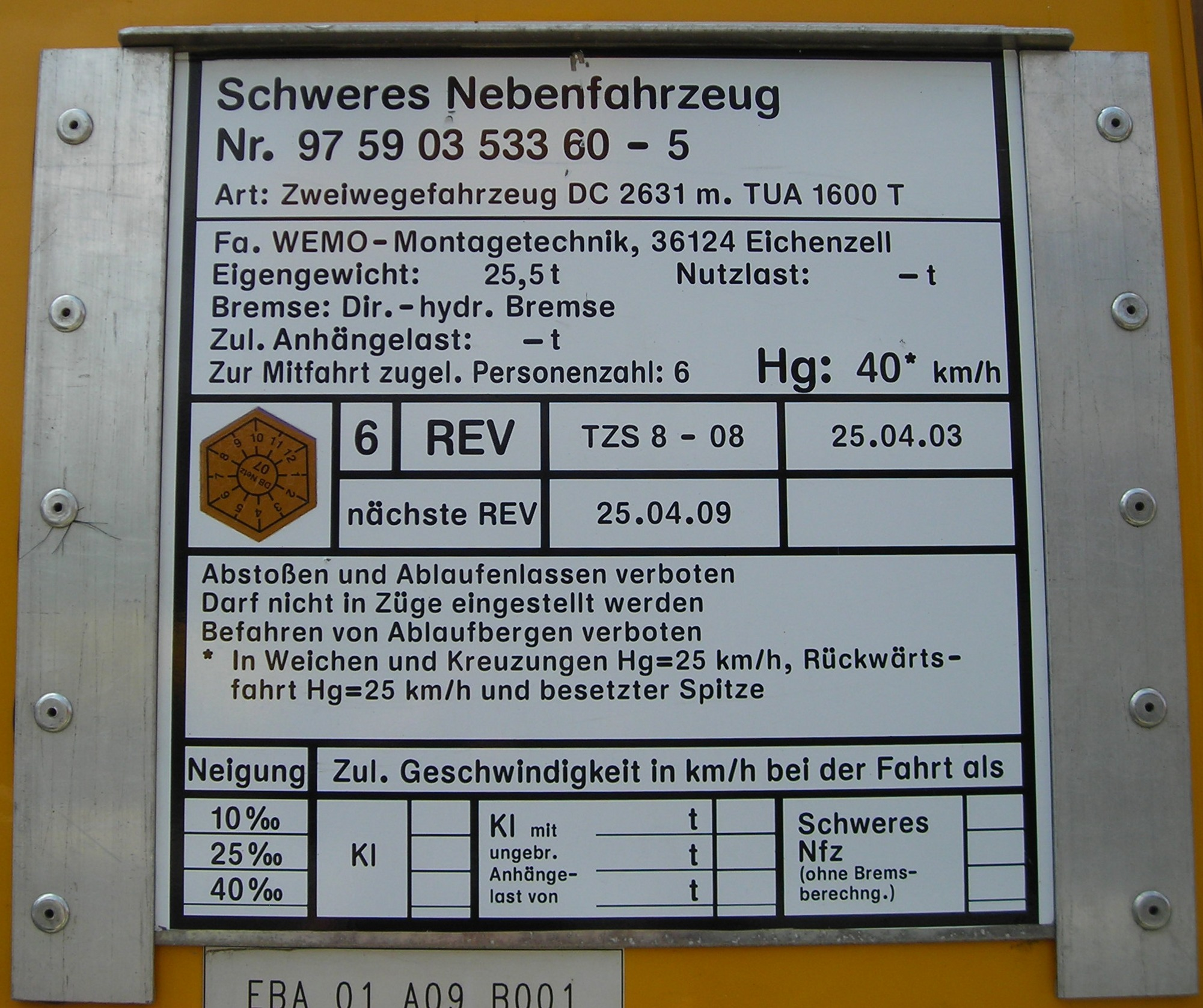
Typenschild des Eisenbahn-Bundesamtes an einem Nebenfahrzeug

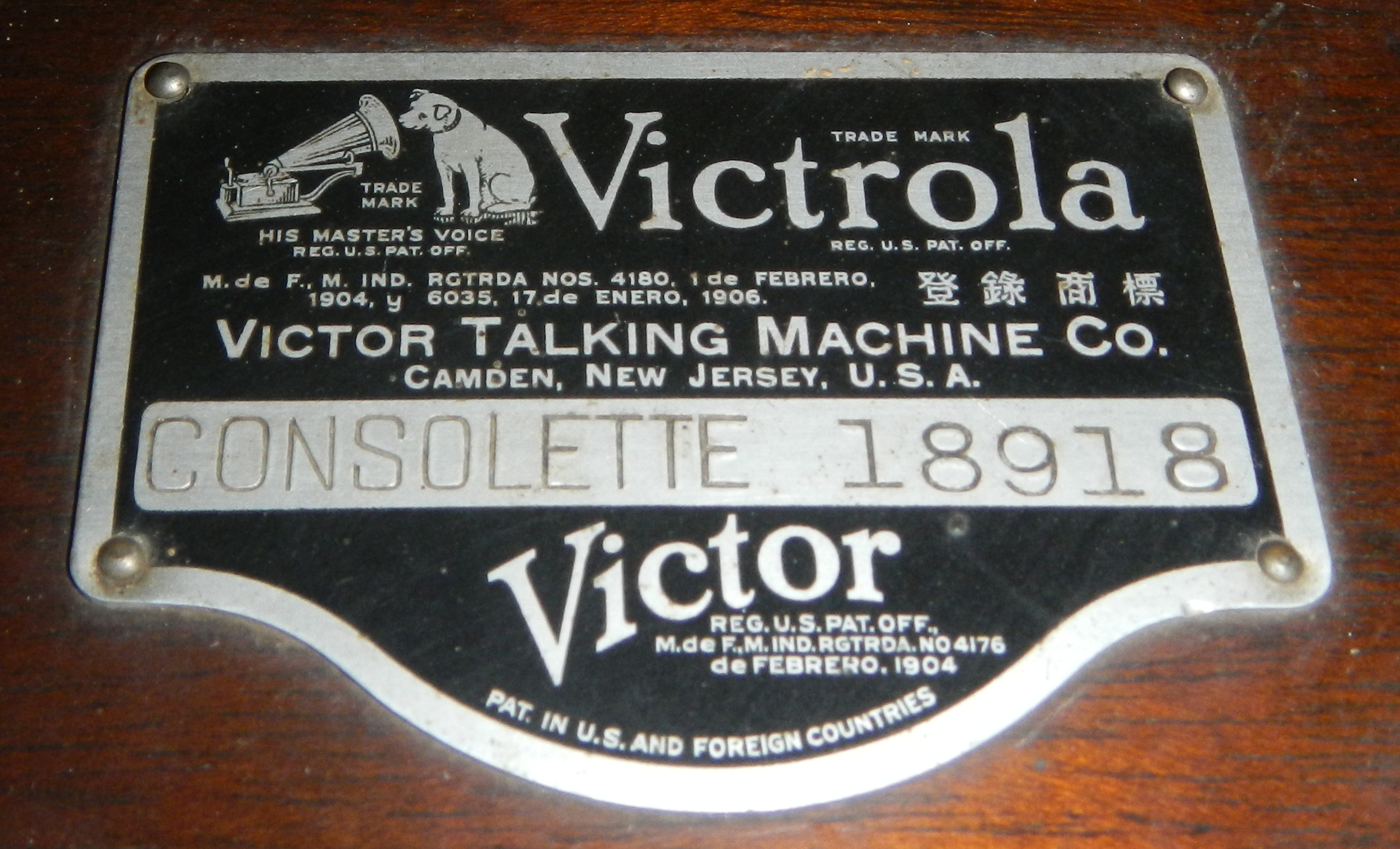
Typenschild eines Grammophons „Victrola“ der Victor Talking Machine Company von 1925.

Ein Typenschild, auch Fabrikschild, Leistungsschild oder manchmal Typschild genannt, ist eine vom Hersteller (oder vom verantwortlichen Importeur) angebrachte Kennzeichnung eines Gegenstandes mit identifizierenden, beschreibenden und klassifizierenden technischen Daten, oft entsprechend den gesetzlichen Vorschriften, den Vorschriften von Überwachungsinstitutionen oder gemäß den Regeln einer Branche.

## Zweck
Das Typenschild dient u. a. zur eindeutigen Identifizierung eines Gegenstandes und zur Zuordnung zu den Auftragsbüchern eines Herstellers oder Importeurs.

## Anwendung
Sehr gebräuchlich ist ein Typenschild insbesondere bei Kraftfahrzeugen, bei denen es sich normalerweise vorne rechts an einer Stelle zu befinden hat, die nach Öffnen einer Tür oder Haube einfach eingesehen werden kann.

## Inhalt
Für viele Waren und Dinge gibt es gesetzliche Vorschriften zum verpflichtenden Inhalt und zum Aussehen von Typenschildern. In der Regel finden sich auf dem Typenschild der Hersteller, der Bautyp bzw. die Ausführung, die wichtigsten Leistungsdaten und das Baujahr, in vielen Fällen auch eine Seriennummer oder eine Bestellnummer, in manchen Fällen sogar eine Person, die das Objekt hauptverantwortlich fertigte oder es endprüfte.
Die Daten eines Typenschildes sind teils vorgedruckt für die festen Daten, beispielsweise für die Einheiten und Bezeichnungen der Angaben, die variablen Angaben sind oft mit Schlagzahlen eingeschlagen, sodass sie nicht so leicht verändert werden können.

## Typenschilder für Maschinen

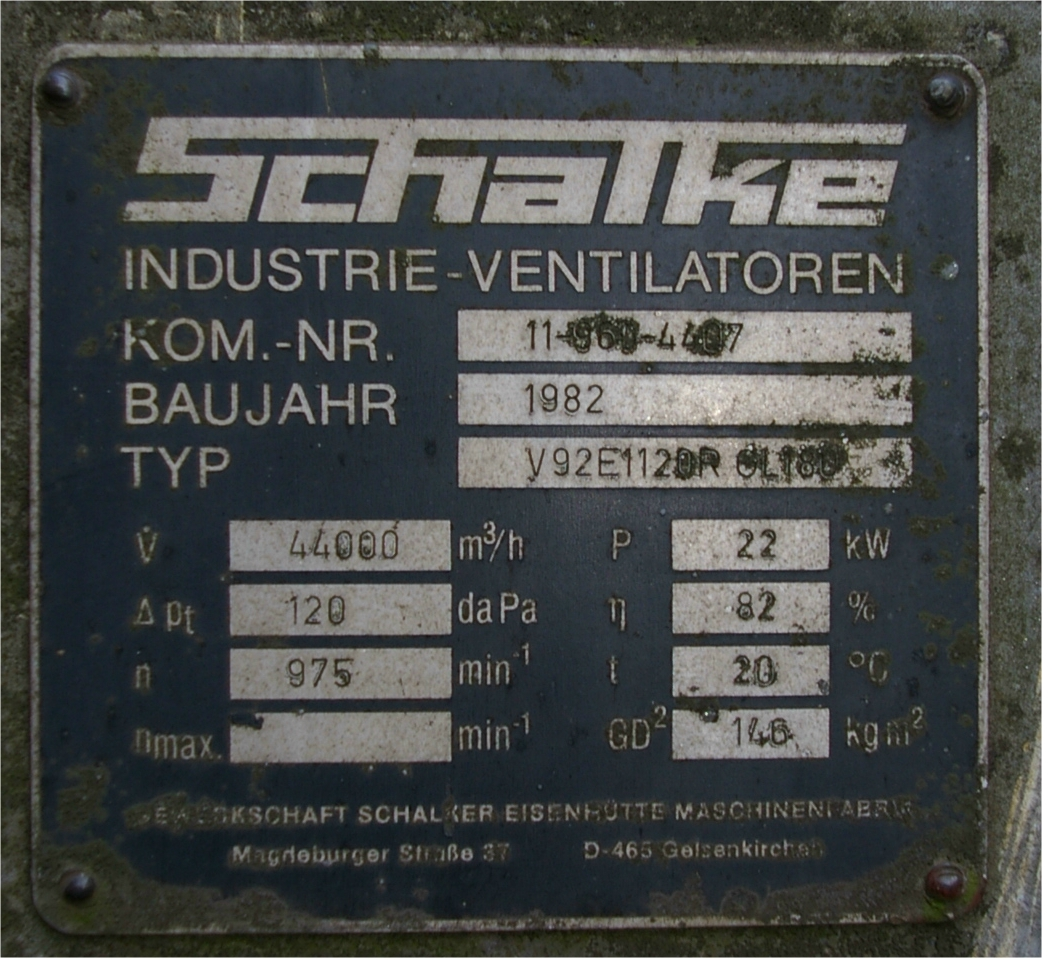
Typenschild eines stillgelegten Industrie-Ventilators

Die Richtlinie 2006/42/EG (Maschinenrichtlinie) vom 29. Juni 2006 regelt das Inverkehrbringen von Maschinen in der Europäischen Union. Seit dem 29. Dezember 2009 ist die Anwendung der Richtlinie zwingend vorgeschrieben. Danach müssen nach Anhang I 1.7.3 der Richtlinie folgende Angaben erkennbar, deutlich lesbar und dauerhaft auf Maschinen angebracht sein:
- Firmenname und vollständige Anschrift des Herstellers und gegebenenfalls seines Bevollmächtigten
- Bezeichnung der Maschine
- CE-Kennzeichnung
- Baureihen- oder Typenbezeichnung und gegebenenfalls Seriennummer
- Baujahr beziehungsweise Jahr, in dem der Herstellungsprozess abgeschlossen wurde

## Typenschilder für Kraftfahrzeuge

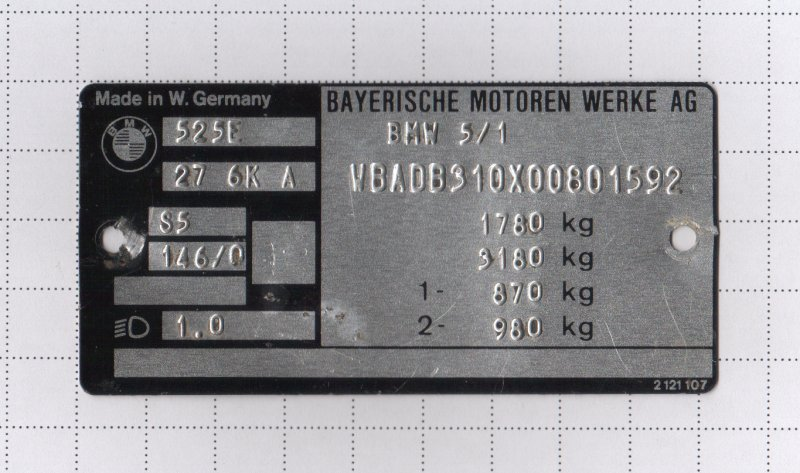
Typenschild eines BMW-Automobils

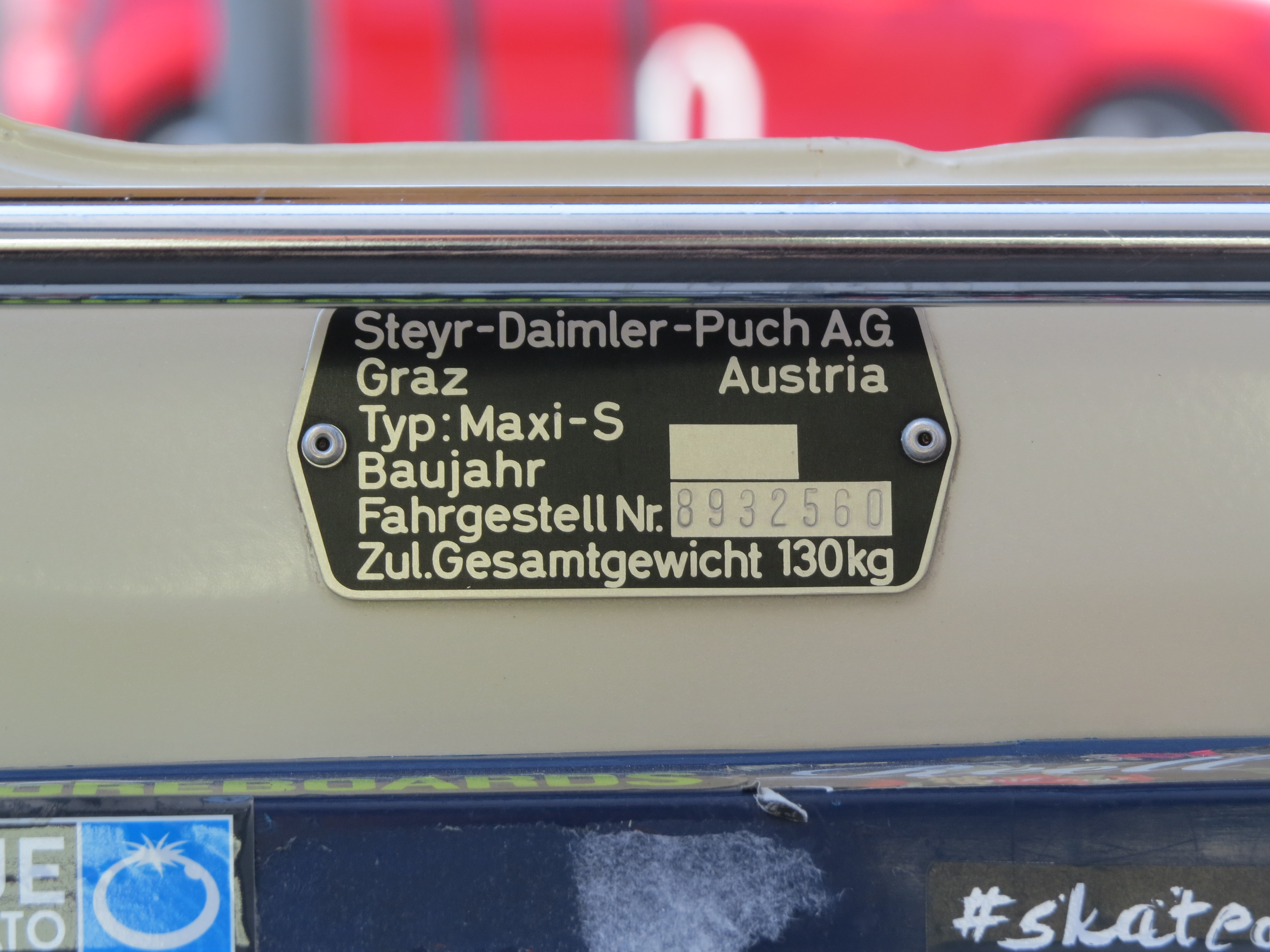
Typenschild eines Mopeds von Puch

Auf dem Typenschild für Kraftfahrzeuge sind nach der Verordnung (EU) Nr. 19/2011 über die Typgenehmigung des gesetzlich vorgeschriebenen Fabrikschilds und der Fahrzeug-Identifizierungsnummer für Kraftfahrzeuge und Kraftfahrzeuganhänger folgende Angaben in der nachstehenden Reihenfolge unauslöschbar aufzuführen:
- Name des Herstellers
- vollständige Typgenehmigungsnummer
- Fahrzeug-Identifizierungsnummer (FIN)
- technisch zulässige Gesamtmasse
- technisch zulässige Gesamtmasse der Fahrzeugkombination
- technisch zulässige Gesamtmasse je Achse, angegeben in der Reihenfolge von vorn nach hinten.

Zusätzlich schreibt die Verordnung vor, bei Kraftfahrzeugen der Klasse N3, O3 oder O4 die technisch zulässige Gesamtmasse einer Achsengruppe anzugeben. Bei Kraftfahrzeugen der Klasse M3, N3, O3 oder O4 kann der Hersteller die vorgesehene zulässige Gesamtmasse für Zulassung/Betrieb (entspr. dem amtlichen Gewicht) auf dem gesetzlich vorgeschriebenen Fabrikschild angeben. In diesem Fall ist der Abschnitt des gesetzlich vorgeschriebenen Fabrikschilds, auf dem die Massen angegeben sind, in zwei Spalten zu teilen: Die vorgesehenen zulässigen Gesamtmassen für Zulassung/Betrieb sind in der linken Spalte, die technisch zulässigen Gesamtmassen in der rechten Spalte aufzuführen.

## Typenschilder für Betonmasten

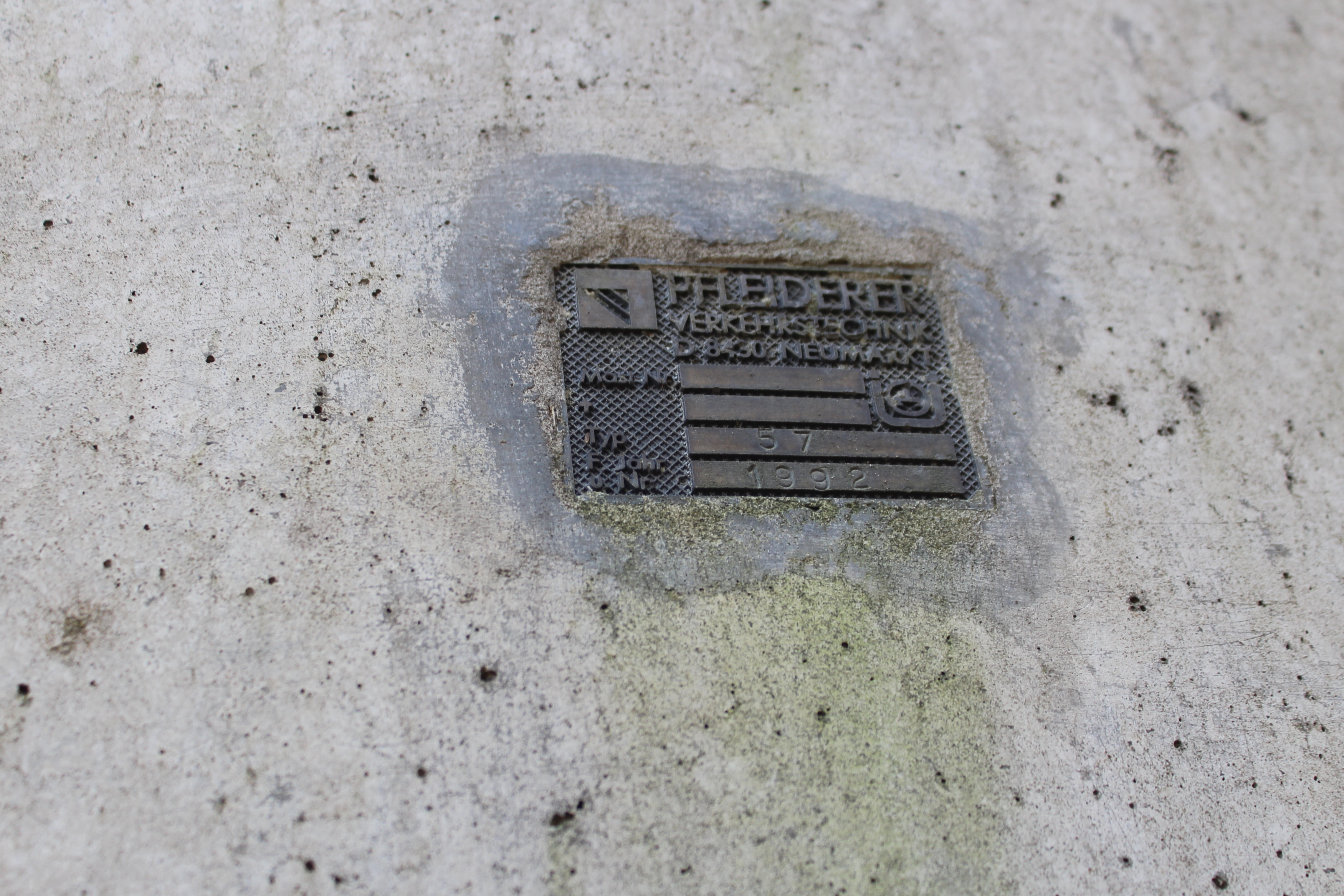
Typenschild am Betonmast des Senders Bad Brückenau

Auch an Betonmasten findet man Typenschilder. Es lassen sich beispielsweise der Hersteller und das Fertigungsjahr entnehmen.

## Anbringung
Das Beschriften solcher Typenschilder geschieht in der Regel bei auftragsbezogener Einzel- oder Kleinserienfertigung gegen Ende der Produktion, beispielsweise nach den Ergebnissen eines Prüflaufes. In der Serienfertigung (z. B. Kraftfahrzeuge) sind in der Regel alle Daten des Typenschildes fest gedruckt, nur die Seriennummer selbst wird noch eingeschlagen, entweder auf dem Typenschild selbst oder unmittelbar daneben. Das Schild wird am Objekt in aller Regel angenietet: beim Schild auf dem Beispielfoto wurden kleine Rundkopf-Kerbnägel aus Aluminium verwendet, die sich zwar entfernen, aber nicht mehr ohne weiteres erneut befestigen lassen.
Neue Aluminium-Kerbnägel würden einige Zeit der Verwitterung benötigen, bis der Umstand, dass das Typenschild einmal gelöst wurde, nicht mehr sichtbar würde. Auf diese Art wird eine gewisse Sicherheit gegen Verfälschen erreicht, beispielsweise um erkennen zu können, ob ein Objekt „jung“ genug ist, um im Fehlerfall noch einer Gewährleistung zu unterliegen. So kann sich ein Hersteller dagegen absichern, dass unberechtigte Leistungen für ältere Maschinen in Anspruch genommen werden.

### Beispiele
Die Typenschilder bei Haushaltsgeräten sind üblicherweise an folgenden Stellen angebracht:
| Herd                     | In der Schublade, an der Rückseite oder Türkante der Backofentür                     |
| Backofen                 | Innerhalb des Ofens an der Klappe oder Türkante, auf der Geräterückseite             |
| Kochfeld                 | Unterhalb des Kochfelds an der Seite des Rahmens                                     |
| Waschmaschine Frontlader | Innerhalb der Tür am Rahmen, an der Waschmittelschublade oder im Flusensiebdeckel    |
| Waschmaschine Toplader   | Unter dem Deckel, an der Rückseite oder im Flusensiebdeckel                          |
| Trockner                 | Auf der Rückseite, an oder nahe der Tür, am Rahmen seitlich oder am Maschinenkörper  |
| Waschtrockner            | Auf der Rückseite, an bzw. nahe der Tür oder im Flusensiebdeckel                     |
| Kühlschrank              | Innen am Gehäuse links oder rechts, meist unten im Bereich der Gemüsefach-Schublade  |
| Gefriertruhe             | Unter dem Deckel oder an der Rückseite des Geräts                                    |
| Gefrierschrank           | An der Gehäusewand innen links oder rechts                                           |
| Geschirrspüler           | Links oben an der Stirnseite der Tür, in der Türkante seitlich oder an der Rückseite |
| Fernseher                | Auf der Rückseite des Gehäuses                                                       |
| Monitor                  | Auf der Rückseite des Gehäuses                                                       |
| Beamer                   | Auf der Unterseite                                                                   |
| Heizungspumpe            | Auf der Vorderseite im Bereich der Armatur oder an der Seite                         |
| Mikrowelle               | Hinten an der Rückseite des Geräts, am Türrahmen unten oder rechts                   |
| Abzugshaube, Ablufthaube | Unterhalb des Fettfilters, unterhalb Lampenglas oder am Motor                        |
| Kaffeemaschine           | An der Unterseite, auf der Rückseite oder hinter der Verkleidung                     |
| Bügeleisen               | An der Unterseite oder Rückseite                                                     |
| Drucker                  | Auf der Rückseite oder an der Unterseite                                             |
| Heizlüfter               | In der Nähe des Motors oder der Antriebseinheit                                      |